# Haas (sterrenbeeld)

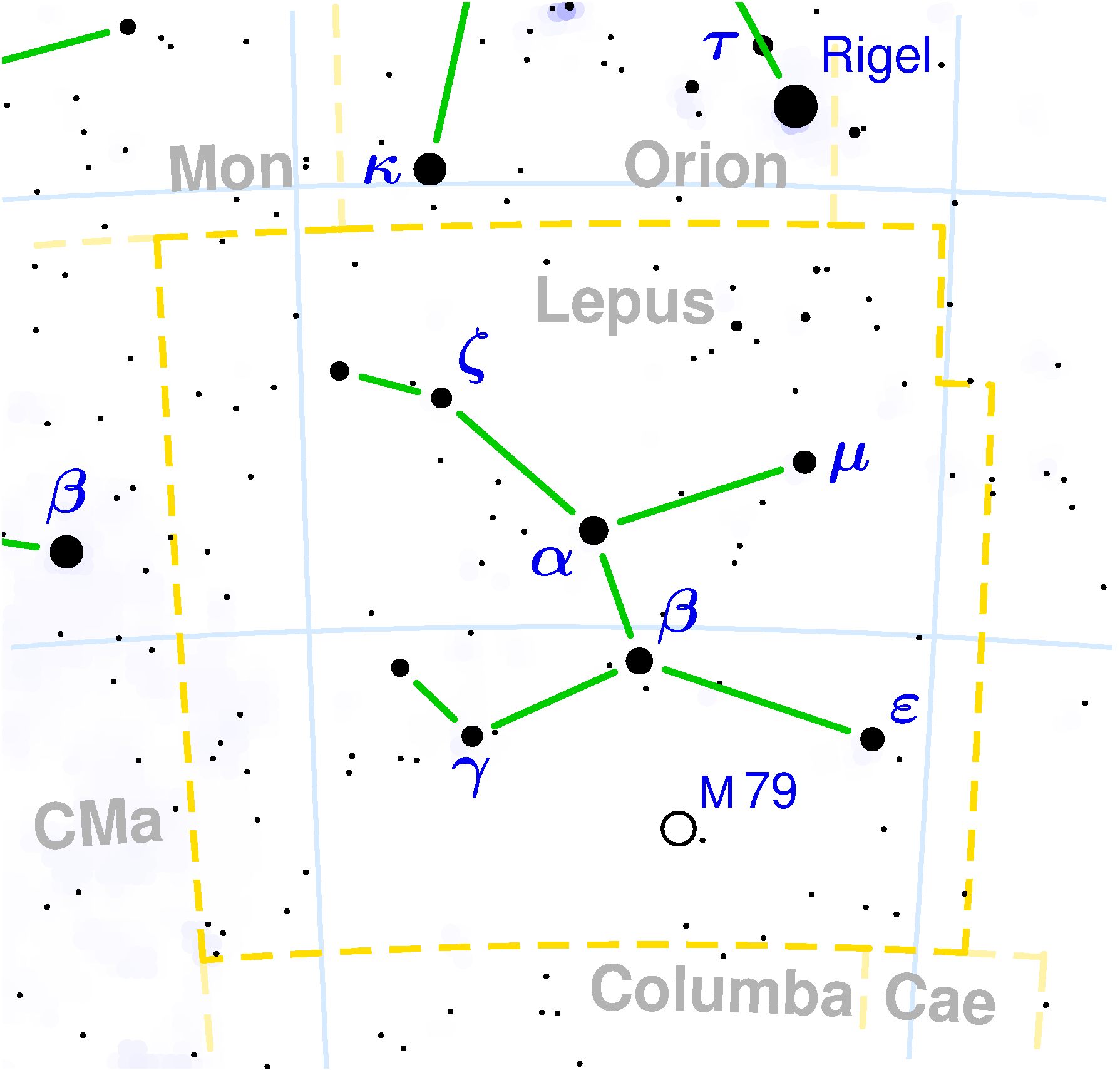
Kaart van het sterrenbeeld Haas.

Haas (Lepus, afkorting Lep) is een sterrenbeeld aan de zuiderhemel. Het ligt ten zuiden van Orion tussen rechte klimming 4u54m en 6u09m en tussen declinatie −11° en −27°. Op de breedte van de Benelux is Haas in de winter laag aan de zuidelijke horizon te zien.

## Sterren
(in volgorde van afnemende helderheid)
- Arneb (α, alpha Leporis)
- Nihal (β, beta Leporis)
- R Leporis (Hind's Crimson Star), een typische koolstofster, en daarmee een van de meest roodkleurige sterren waarneembaar met de telescoop. Door de astronoom Hind beschreven als zijnde een druppel bloed op een zwart veld.

## Telescopisch waarneembare objecten

### New General Catalogue(NGC)
NGC 1692 (op Eugène Delporte's grenslijn tussen de sterrenbeelden Haas en Eridanus), NGC 1710, NGC 1716, NGC 1730, NGC 1738, NGC 1739, NGC 1744, NGC 1780, NGC 1781, NGC 1784, NGC 1794, NGC 1821, NGC 1832, NGC 1886, NGC 1888, NGC 1889, NGC 1904, NGC 1906, NGC 1954, NGC 1957, NGC 1964, NGC 1979, NGC 1993, NGC 2017, NGC 2073, NGC 2076, NGC 2089, NGC 2106, NGC 2124, NGC 2131, NGC 2139, NGC 2179, NGC 2196

### Index Catalogue (IC)
IC 400, IC 407, IC 408, IC 411, IC 415, IC 416, IC 418, IC 422, IC 433, IC 437, IC 438, IC 441, IC 2104, IC 2106, IC 2108, IC 2113, IC 2124, IC 2125, IC 2129, IC 2131, IC 2132, IC 2137, IC 2138, IC 2139, IC 2143, IC 2151, IC 2152, IC 2154

## Aangrenzende sterrenbeelden
(met de wijzers van de klok mee)
- Orion
- Eridanus
- Graveerstift (Caelum)
- Duif (Columba)
- Grote Hond (Canis Major)
- Eenhoorn (Monoceros)